# Cephalotes conspersus
Espèce
Synonymes
- Cryptocerus conspersus Smith
- Cryptocerus denticulatus variegata Forel
- Cephalotes variegata (Forel)

Cephalotes conspersus est une espèce de fourmis arboricoles du genre Cephalotes.

## Distribution
L'espèce est trouvée à travers tout le bassin central de la moitié Nord du l'Amérique du Sud, du Paraguay au Venezuela.

## Description
Comme les autres espèces du genre Cephalotes, elles sont caractérisées par l'existence de soldats spécialisés dotés d'une tête surdimensionnée et plate ainsi que des pattes plus plates et plus larges que leurs cousines terrestres. Elles peuvent ainsi se déplacer d'un arbre à un autre dans une forêt.
Elle fut décrite et classifiée pour la première fois par l'entomologiste britannique Frederick Smith en 1867.